# Nectriella exigua
Nectriella exigua är en svampart som beskrevs av Dennis 1983. Nectriella exigua ingår i släktet Nectriella och familjen Bionectriaceae.   Inga underarter finns listade i Catalogue of Life.